# 叙济勒弗朗
叙济勒弗朗（法語：Suizy-le-Franc，法語發音：[sɥizi lə fʁɑ̃]）是法国马恩省的一个市镇，属于埃佩尔奈区。

## 地理
叙济勒弗朗（48°57'8"N, 3°44'9"E）面积6.05 平方千米，位于法国大東部大區马恩省，该省份为法国东北部内陆省份，北起阿登省，西北接埃纳省，西南接塞纳-马恩省，南至奥布省，东南接上马恩省，东临默兹省。
与叙济勒弗朗接壤的市镇（或旧市镇、城区）包括：伊尼-孔布利济、拉沙佩勒苏索尔拜、科里贝尔、布里地区马勒伊、奥尔拜拉拜。

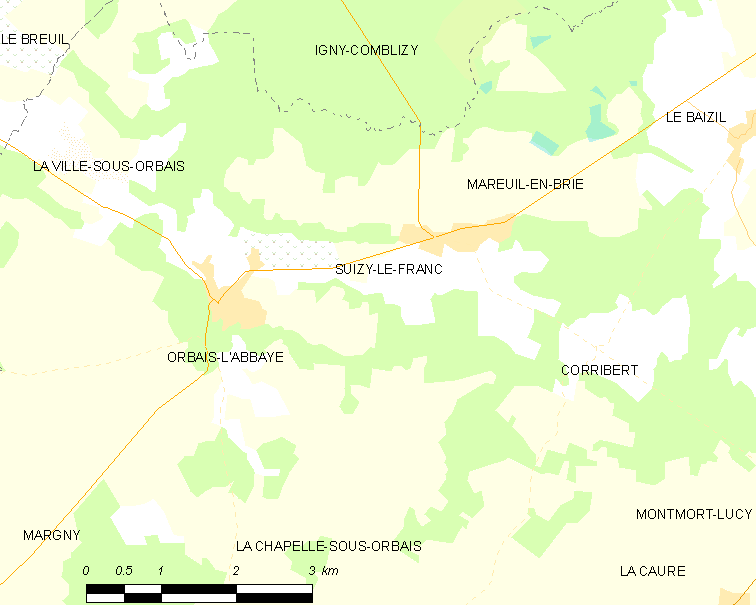
叙济勒弗朗的OSM定位图

叙济勒弗朗的时区为UTC+01:00、UTC+02:00（夏令时）。

## 行政
叙济勒弗朗的邮政编码为51270，INSEE市镇编码为51560。

## 政治
叙济勒弗朗所属的省级选区为多尔芒-香槟景县。

## 人口

1962-2008年间叙济勒弗朗人口变化图示

叙济勒弗朗于2022年1月1日时的人口数量为106人。